# Meir Shalev
Meir Shalev, född 29 juni 1948 i Nahalal i Norra distriktet, död 11 april 2023 i Jezreel-dalen, var en israelisk författare och journalist. Han var son till Jerusalempoeten Yitzhak Shalev och kusin till författaren Zeruya Shalev. På svenska finns hans roman Det blå berget (Roman Rusi, 1988), utgiven av Norstedts 1992.